# Malta no Festival Eurovisão da Canção
Malta participou no Festival Eurovisão da Canção 37 vezes desde a sua estreia em 1971. Apesar de nunca ter vencido, já alcançou quatro tops 3, em 1992, 1998, 2002 e 2005.
A história do país no certame pode ser dividido em dois grandes períodos. O primeiro período, entre 1971 e 1975, com três participações e dois últimos lugares. O regresso de Malta deu-se em 1991 em que, durante toda a década, o país alcançou 8 tops 10, incluindo dois terceiros lugares, o que fez com que fosse, juntamente com a Croácia e a Suécia, um dos poucos países que nunca foi relegado do certame devido ao maus resultados.

## Galeria

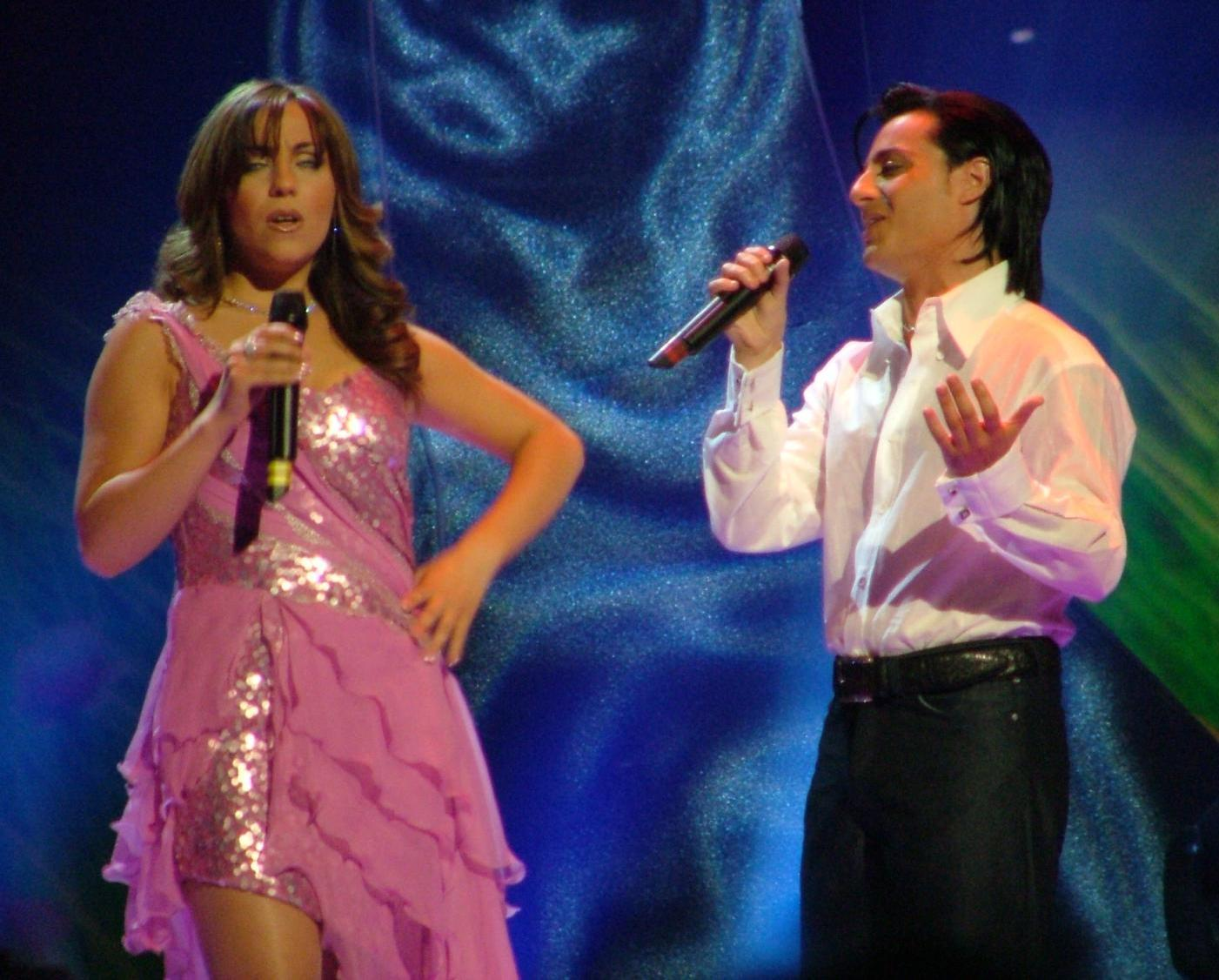
Julie & Ludwig em Istambul (2004)
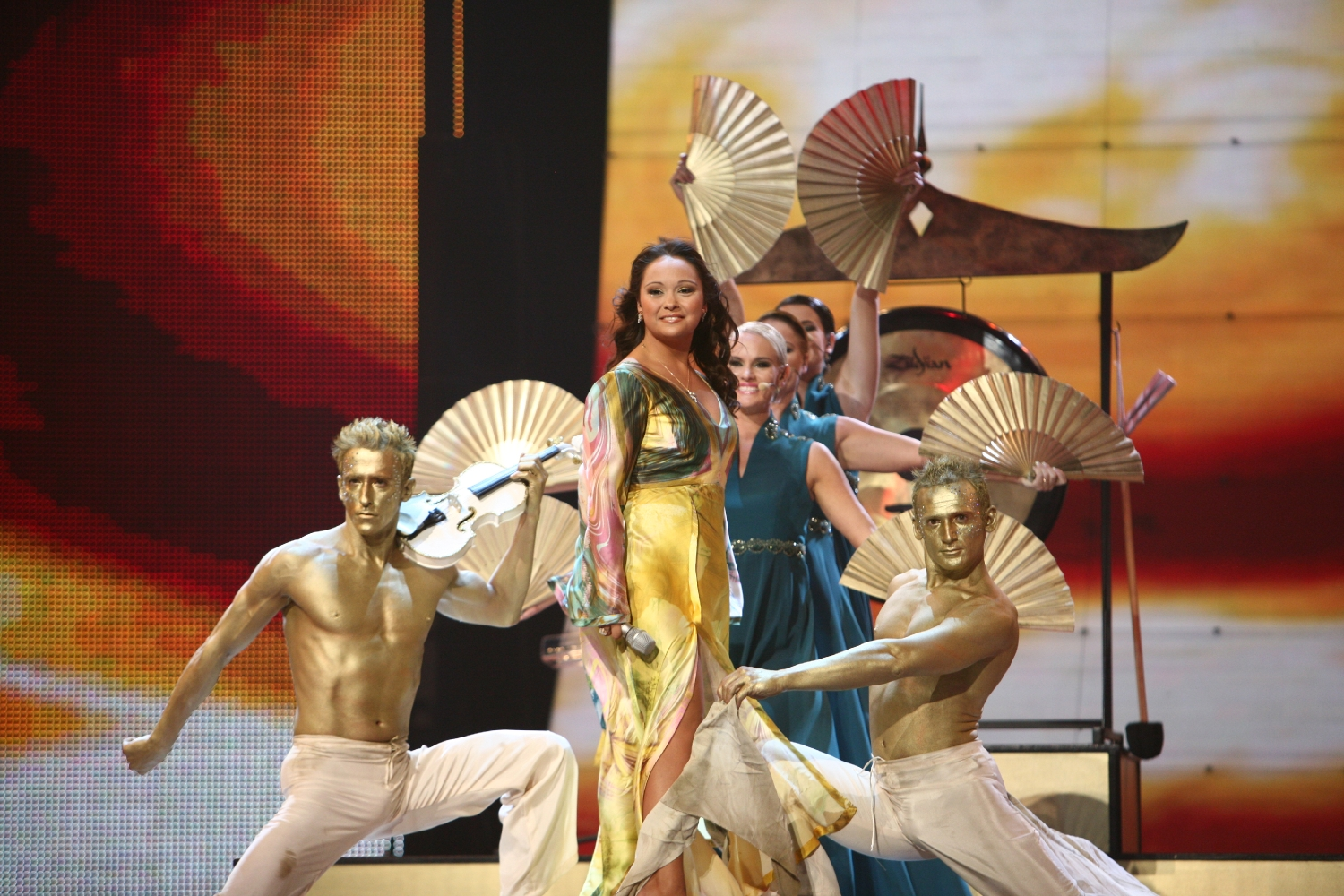
Olivia Lewis em Helsínquia (2007)
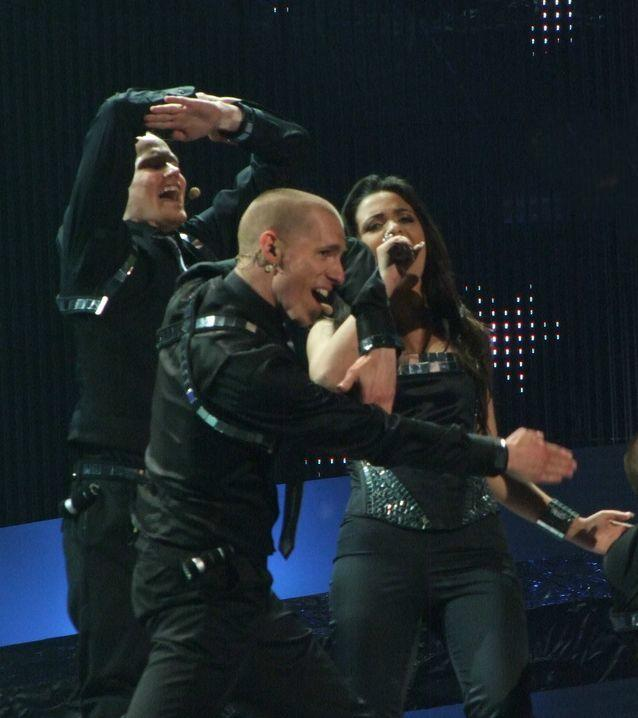
Morena em Belgrado (2008)
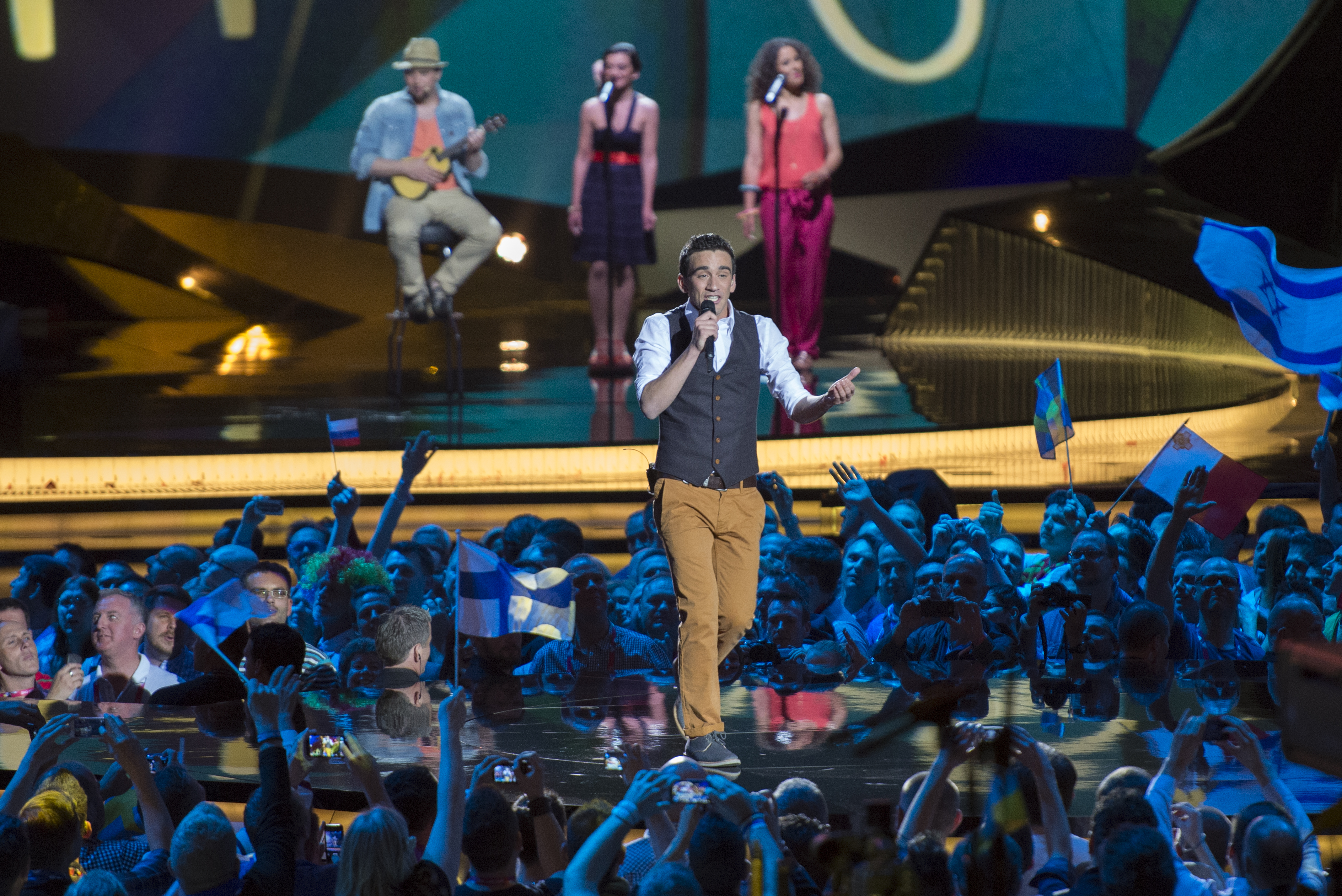
Gianluca Bezzina em Malmö (2013)
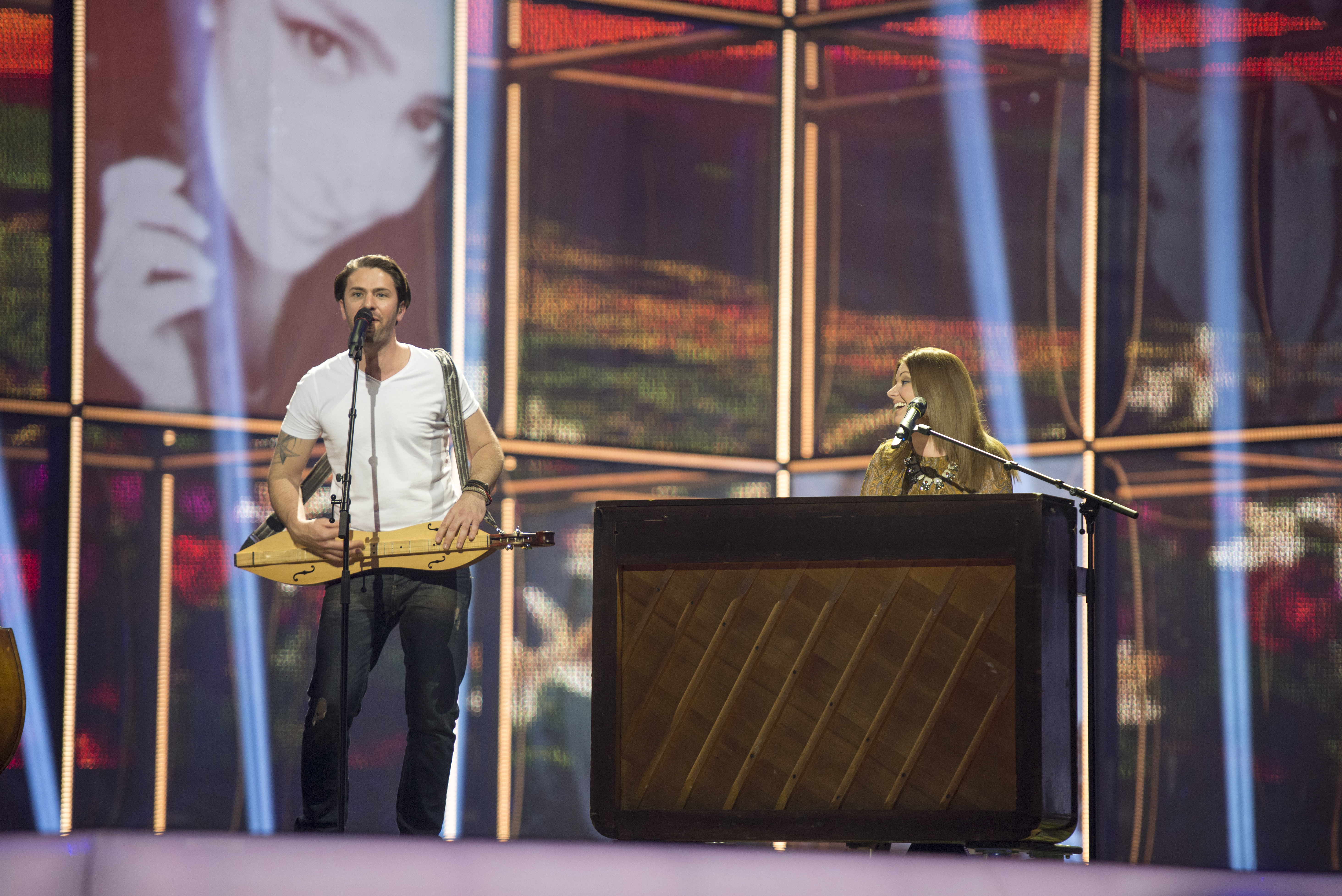
Firelight em Copenhaga (2014)
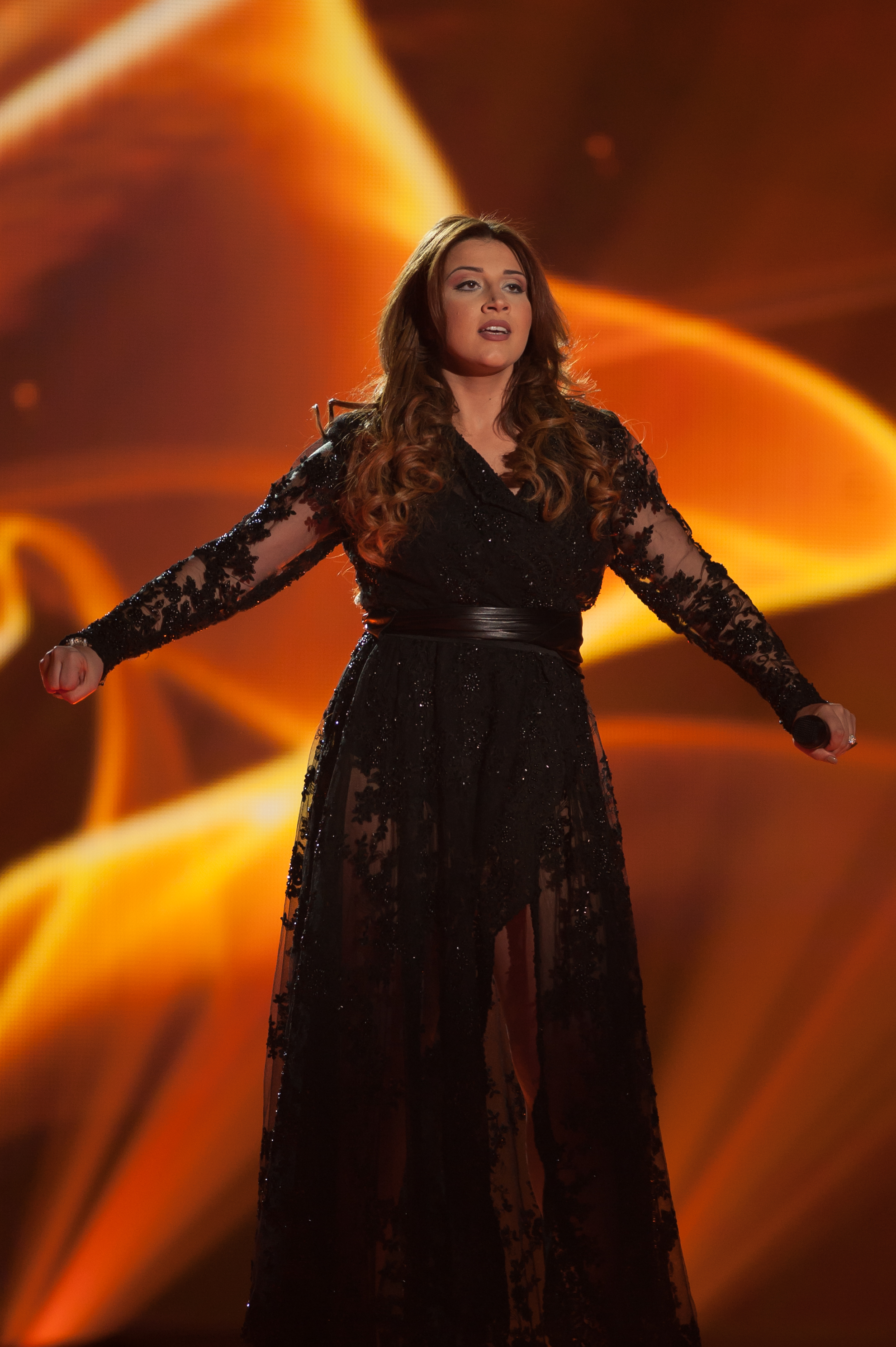
Amber em Viena (2015)
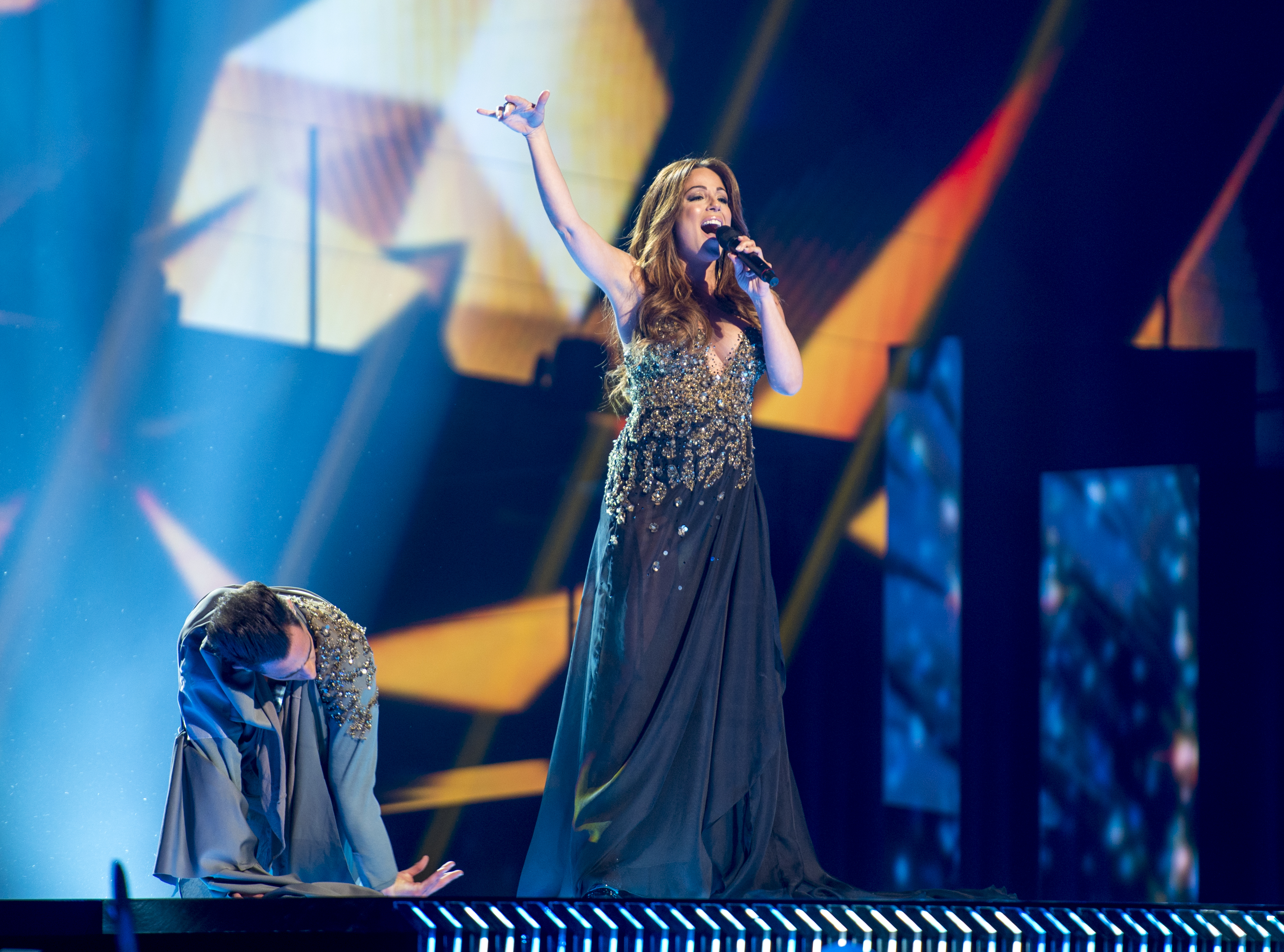
Ira Losco em Estocolmo (2016)
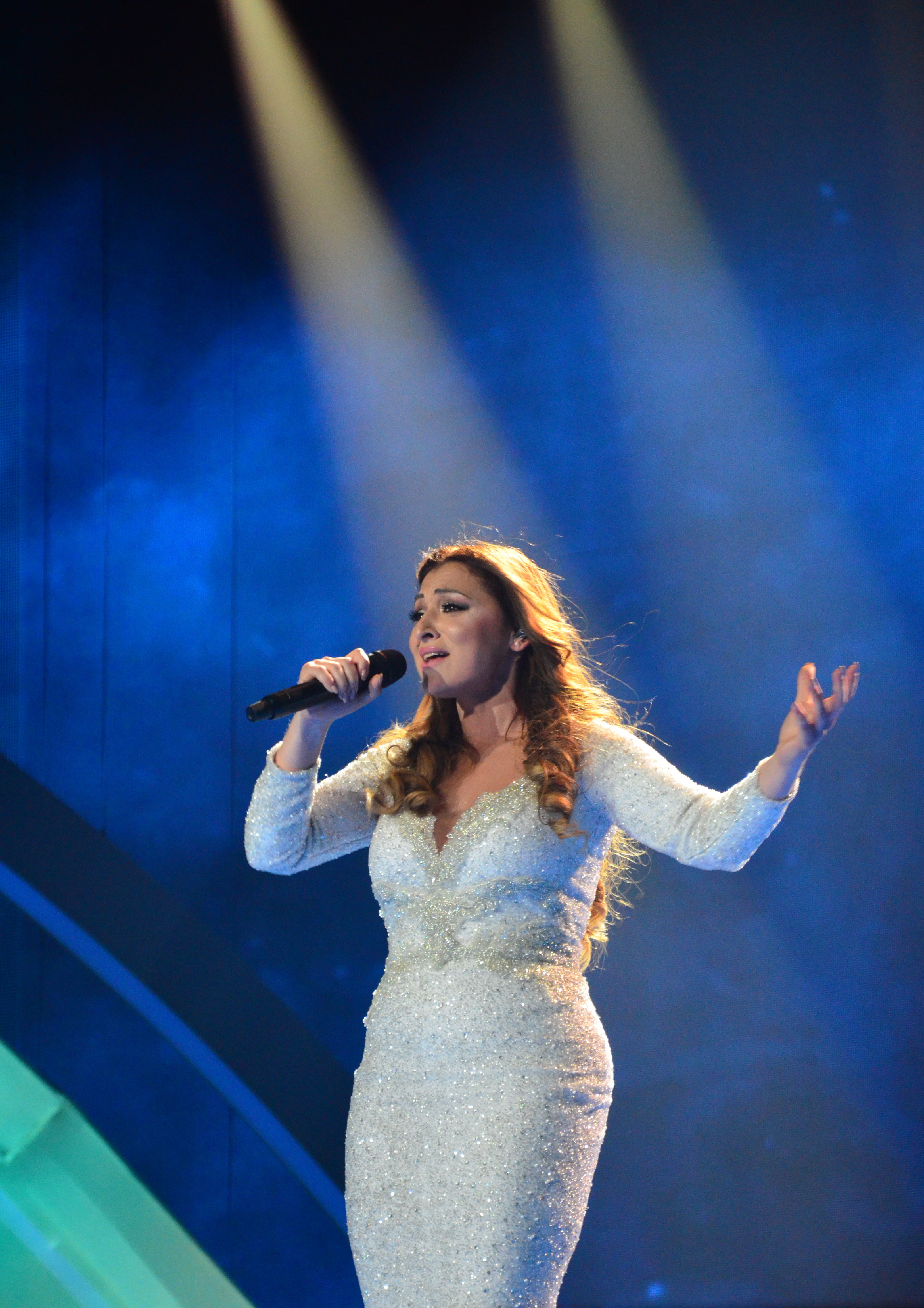
Claudia Faniello em Kiev (2017)
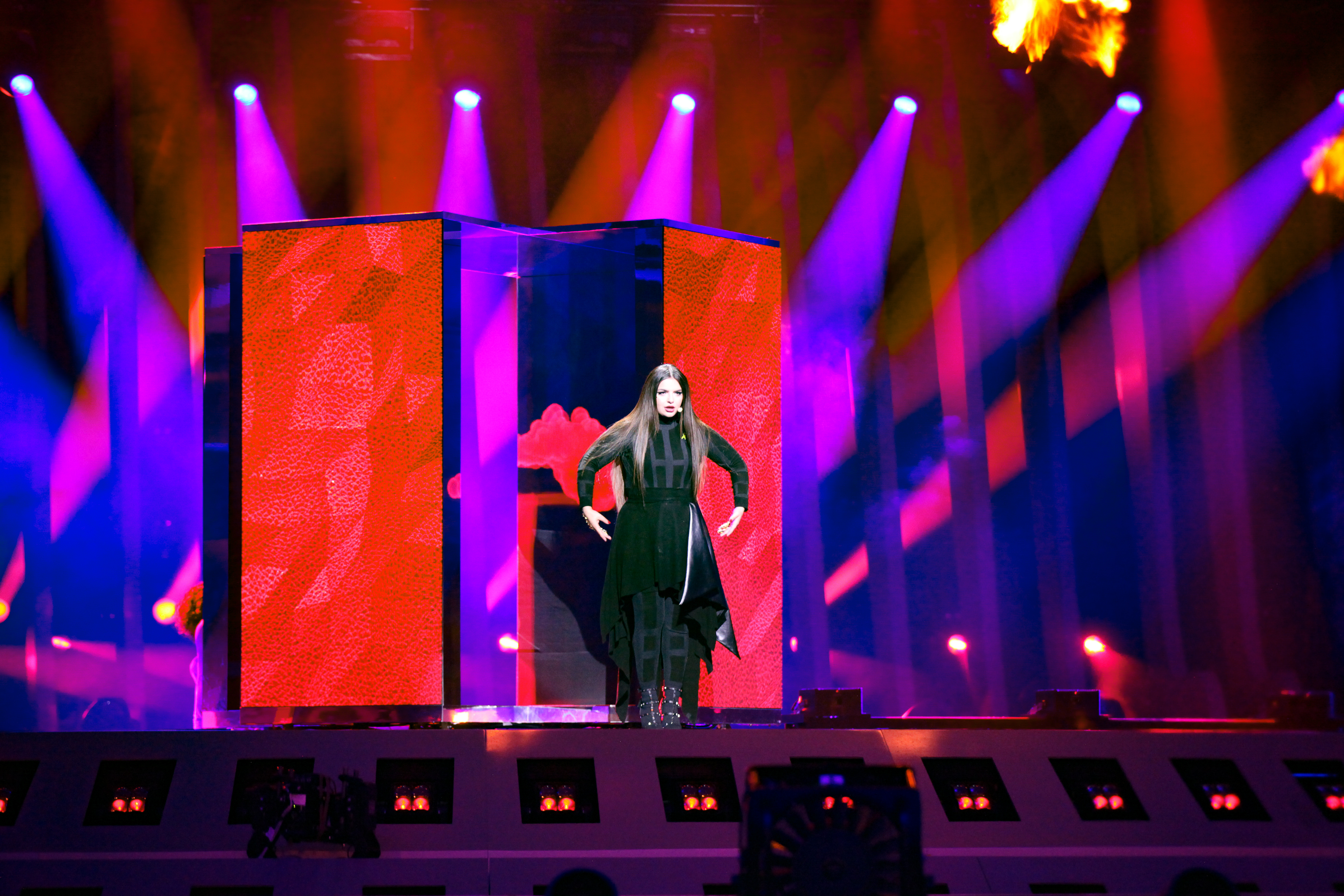
Christabelle Borg em Lisboa (2018)
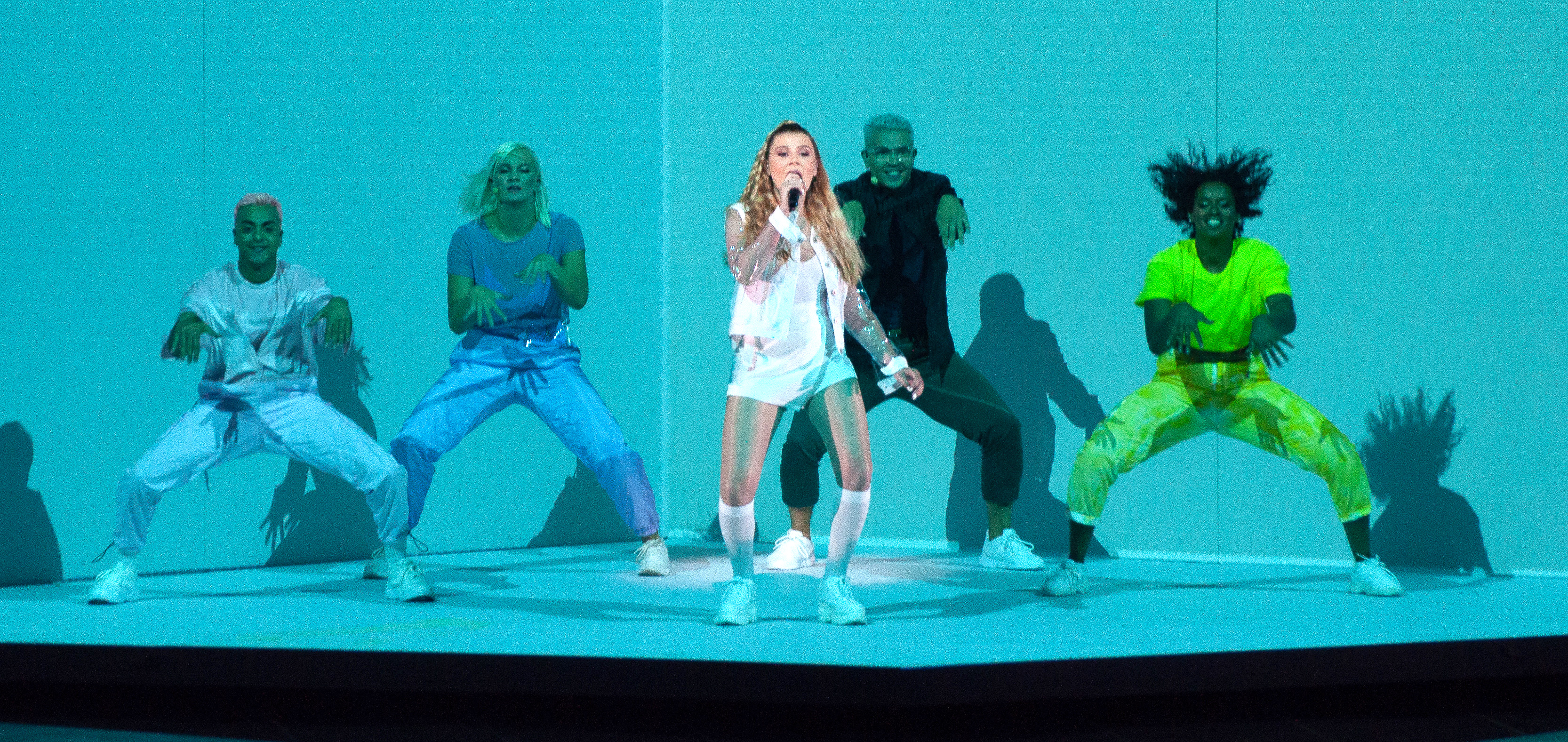
Michela Pace em Tel Aviv (2019)
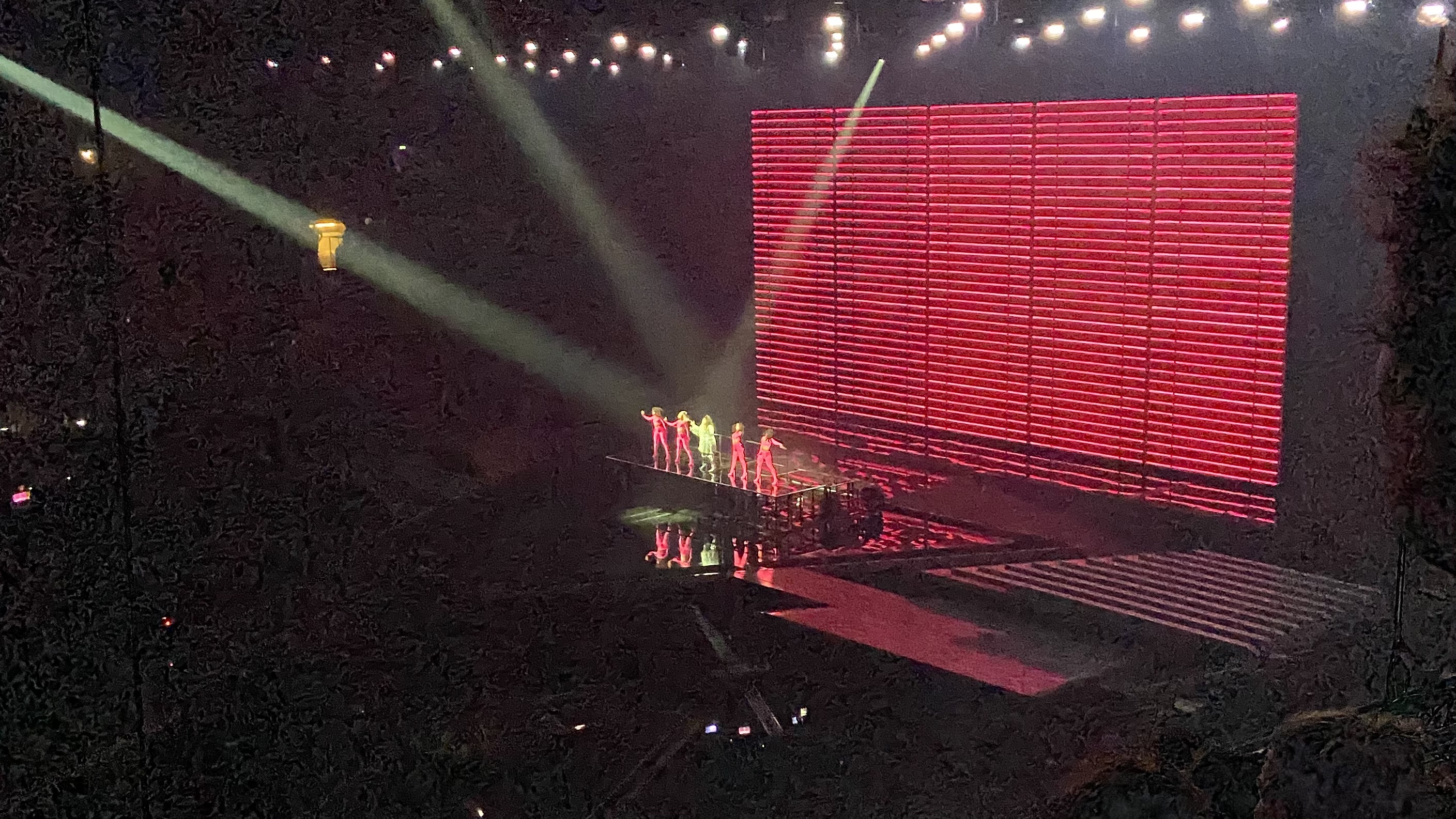
Destiny Chukunyere em Roterdão (2021)

## Participações
Legenda
     Vencedor
     2.º lugar
     3.º lugar
     Pontuação Nula ("Null Points")/Último Lugar
     Melhor classificação (fora do top 3)
     Qualificação para a final (fora do top 3)
     País-anfitrião
     Desclassificado
| #                                | Ano             | Artista                     | Canção                                                            | Língua          | Final                    | Pontos                   | Semi                        | Pontos                      |
| -------------------------------- | --------------- | --------------------------- | ----------------------------------------------------------------- | --------------- | ------------------------ | ------------------------ | --------------------------- | --------------------------- |
| 1º                               | Dublin 1971     | Joe Grech                   | "Marija L-Maltija" Maria, A Maltesa                               | Maltês          | 18º                      | 52                       | Sem semi-finais             | Sem semi-finais             |
| 2º                               | Edimburgo 1972  | Helen e Joseph              | "L-Imħabba" Amor                                                  | Maltês          | 18º                      | 48                       | Sem semi-finais             | Sem semi-finais             |
|                                  | Luxemburgo 1973 | Não participou              | Não participou                                                    | Não participou  | Não participou           | Não participou           | Não participou              | Não participou              |
|                                  | Brighton 1974   | Enzo Guzman                 | "Paċi fid-Dinja" Paz na terra                                     | Maltês          | Desistiu                 | Desistiu                 | Sem semi-finais             | Sem semi-finais             |
| 3º                               | Estocolmo 1975  | Renato                      | "Singing This Song" Cantando esta canção                          | Inglês          | 12º                      | 32                       | Sem semi-finais             | Sem semi-finais             |
|                                  | Haia 1976       | Enzo Guzman                 | "Sing Your Song, Country Boy" Cante a tua canção, menino do campo | Inglês          | Desistiu                 | Desistiu                 | Sem semi-finais             | Sem semi-finais             |
| Não participou entre 1977 e 1990 |                 |                             |                                                                   |                 |                          |                          |                             |                             |
|                                  | Zagreb 1990     | Mary Rose Mallia            | "Our Little World of Yesterday" Nosso Pequeno Mundo de Ontem      | Inglês          | Desistiu                 | Desistiu                 | Sem semi-finais             | Sem semi-finais             |
| 4º                               | Roma 1991       | Georgina & Paul Giordimaina | "Could It Be" Pode ser                                            | Inglês          | 6º                       | 106                      | Sem semi-finais             | Sem semi-finais             |
| 5º                               | Malmö 1992      | Mary Spiteri                | "Little Child" Criancinha                                         | Inglês          | 3º                       | 123                      | Sem semi-finais             | Sem semi-finais             |
| 6º                               | Millstreet 1993 | William Mangion             | "This Time" Desta vez                                             | Inglês          | 8º                       | 69                       | Kvalifikacija za Millstreet | Kvalifikacija za Millstreet |
| 7º                               | Dublin 1994     | Chris & Moira               | "More than Love" Mais que amor                                    | Inglês          | 5º                       | 97                       | Sem semi-finais             | Sem semi-finais             |
| 8º                               | Dublin 1995     | Mike Spiteri                | "Keep Me in Mind" Tem-me em conta                                 | Inglês          | 10º                      | 76                       | Sem semi-finais             | Sem semi-finais             |
| 9º                               | Oslo 1996       | Miriam Christine            | "In a Woman's Heart" No coração de uma mulher                     | Inglês          | 10º                      | 68                       | 4º                          | 138                         |
| 10º                              | Dublin 1997     | Debbie Scerri               | "Let Me Fly" Deixa-me voar                                        | Inglês          | 9º                       | 66                       | Sem semi-finais             | Sem semi-finais             |
| 11º                              | Birmingham 1998 | Chiara                      | "The One That I Love" Aquele que eu amo                           | Inglês          | 3º                       | 165                      | Sem semi-finais             | Sem semi-finais             |
| 12º                              | Jerusalém 1999  | Times Three                 | "Believe 'n Peace" Acredito na paz                                | Inglês          | 15º                      | 32                       | Sem semi-finais             | Sem semi-finais             |
| 13º                              | Estocolmo 2000  | Claudette Pace              | "Desire" Desejo                                                   | Inglês & Maltês | 8º                       | 73                       | Sem semi-finais             | Sem semi-finais             |
| 14º                              | Copenhaga 2001  | Fabrizio Faniello           | "Another Summer Night" Mais uma noite de Verão                    | Inglês          | 9º                       | 48                       | Sem semi-finais             | Sem semi-finais             |
| 15º                              | Tallinn 2002    | Ira Losco                   | "7th Wonder" Sétima Maravilha                                     | Inglês          | 2º                       | 164                      | Sem semi-finais             | Sem semi-finais             |
| 16º                              | Riga 2003       | Lynn Chircop                | "To Dream Again" Sonhar outra vez                                 | Inglês          | 25º                      | 4                        | Sem semi-finais             | Sem semi-finais             |
| 17º                              | Istambul 2004   | Julie & Ludwig              | "On Again...Off Again" Ligado outra vez… Desligado outra vez…     | Inglês          | 12º                      | 50                       | 8º                          | 74                          |
| 18º                              | Kiev 2005       | Chiara                      | "Angel" Anjo                                                      | Inglês          | 2º                       | 192                      | Top 12 do ano anterior      | Top 12 do ano anterior      |
| 19º                              | Atenas 2006     | Fabrizio Faniello           | "I Do" Eu faço                                                    | Inglês          | 24º                      | 1                        | Top 11 do ano anterior      | Top 11 do ano anterior      |
| 20º                              | Helsínquia 2007 | Olivia Lewis                | "Vertigo" Vertigem                                                | Inglês          | Não se qualificou        | Não se qualificou        | 25º                         | 15                          |
| 21º                              | Belgrado 2008   | Morena                      | "Vodka"                                                           | Inglês          | Não se qualificou        | Não se qualificou        | 14º                         | 38                          |
| 22º                              | Moscovo 2009    | Chiara                      | "What If We" E Se Nós                                             | Inglês          | 22º                      | 31                       | 6º                          | 86                          |
| 23º                              | Oslo 2010       | Thea Garrett                | "My Dream" O meu sonho                                            | Inglês          | Não se qualificou        | Não se qualificou        | 12º                         | 45                          |
| 24º                              | Düsseldorf 2011 | Glen Vella                  | "One Life" Uma Vida                                               | Inglês          | Não se qualificou        | Não se qualificou        | 11º                         | 54                          |
| 25º                              | Baku 2012       | Kurt Calleja                | "This Is The Night" Esta é a noite                                | Inglês          | 21º                      | 41                       | 7º                          | 70                          |
| 26º                              | Malmö 2013      | Gianluca Bezzina            | "Tomorrow" Amanhã                                                 | Inglês          | 8º                       | 120                      | 4º                          | 118                         |
| 27º                              | Copenhaga 2014  | Firelight                   | "Coming Home" De volta para casa                                  | Inglês          | 23º                      | 32                       | 9º                          | 63                          |
| 28º                              | Viena 2015      | Amber                       | "Warrior" Guerreira                                               | Inglês          | Não se qualificou        | Não se qualificou        | 11º                         | 43                          |
| 29º                              | Estocolmo 2016  | Ira Losco                   | "Walk on Water" Andar na água                                     | Inglês          | 12º                      | 153                      | 3º                          | 209                         |
| 30º                              | Kiev 2017       | Claudia Faniello            | "Breathlessly" Sem fôlego                                         | Inglês          | Não se qualificou        | Não se qualificou        | 16º                         | 55                          |
| 31º                              | Lisboa 2018     | Christabelle Borg           | "Taboo"                                                           | Inglês          | Não se qualificou        | Não se qualificou        | 13º                         | 101                         |
| 32º                              | Tel Aviv 2019   | Michela Pace                | "Chameleon" Camaleão                                              | Inglês          | 14º                      | 107                      | 8º                          | 157                         |
|                                  | Roterdão 2020   | Destiny Chukunyere          | "All Of My Love" Todo o meu amor                                  | Inglês          | A edição não se realizou | A edição não se realizou | A edição não se realizou    | A edição não se realizou    |
| 33º                              | Roterdão 2021   | Destiny Chukunyere          | "Je me casse" Eu Quebro                                           | Inglês          | 7º                       | 255                      | 1º                          | 325                         |
| 34º                              | Turim 2022      | Emma Muscat                 | "I Am What I Am" Sou o que sou                                    | Inglês          | Não se qualificou        | Não se qualificou        | 16º                         | 47                          |
| 35º                              | Liverpool 2023  | The Busker                  | "Dance (Our Own Party)" Dança (A nossa própria festa)             | Inglês          | Não se qualificou        | Não se qualificou        | 15º                         | 3                           |
| 36º                              | Malmö 2024      | Sarah Bonnici               | "Loop" Repetição                                                  | Inglês          | Não se qualificou        | Não se qualificou        | 16º                         | 13                          |
| 37º                              | Basileia 2025   | Miriana Conte               | "Serving" A servir                                                | Inglês & Maltês | 17º                      | 91                       | 9º                          | 53                          |

| Ano             | Artista            | Canção                  | Final             | Final             | Final             | Final             | Final             | Final             | Semi            | Semi            | Semi            | Semi            | Semi | Semi   |
| Ano             | Artista            | Canção                  | Tlv.              | Pontos            | Júri              | Pontos            | Cl.               | Pontos            | Tlv.            | Pontos          | Júri            | Pontos          | Cl.  | Pontos |
| --------------- | ------------------ | ----------------------- | ----------------- | ----------------- | ----------------- | ----------------- | ----------------- | ----------------- | --------------- | --------------- | --------------- | --------------- | ---- | ------ |
| Moscovo 2009    | Chiara             | "What If We"            | 24º               | 18                | 13º               | 87                | 22º               | 31                | Apenas televoto | Apenas televoto | Apenas televoto | Apenas televoto | 6º   | 86     |
| Oslo 2010       | Thea Garrett       | "My Dream"              | Não se qualificou | Não se qualificou | Não se qualificou | Não se qualificou | Não se qualificou | Não se qualificou | 12º             | 40              | 7º              | 66              | 12º  | 45     |
| Düsseldorf 2011 | Glen Vella         | "One Life"              | Não se qualificou | Não se qualificou | Não se qualificou | Não se qualificou | Não se qualificou | Não se qualificou | 18º             | 24              | 6º              | 84              | 11º  | 54     |
| Baku 2012       | Kurt Calleja       | "This Is The Night"     | 25º               | 10                | 16º               | 70                | 21º               | 41                | 11º             | 39              | 5º              | 97              | 7º   | 70     |
| Malmö 2013      | Gianluca Bezzina   | "Tomorrow"              | 9º                | 10.97             | 9º                | 9.54              | 8º                | 120               | 7º              | 7.78            | 1º              | 3.40            | 4º   | 118    |
| Copenhaga 2014  | Firelight          | "Coming Home"           | 24º               | 17                | 6º                | 119               | 23º               | 32                | 12º             | 36              | 3º              | 113             | 9º   | 63     |
| Viena 2015      | Amber              | "Warrior"               | Não se qualificou | Não se qualificou | Não se qualificou | Não se qualificou | Não se qualificou | Não se qualificou | 12º             | 32              | 5º              | 84              | 11º  | 43     |
| Estocolmo 2016  | Ira Losco          | "Walk on Water"         | 21º               | 16                | 4º                | 137               | 12º               | 153               | 9º              | 54              | 1º              | 155             | 3º   | 209    |
| Kiev 2017       | Claudia Faniello   | "Breathlessly"          | Não se qualificou | Não se qualificou | Não se qualificou | Não se qualificou | Não se qualificou | Não se qualificou | 18º             | 0               | 8º              | 55              | 16º  | 55     |
| Lisboa 2018     | Christabelle Borg  | "Taboo"                 | Não se qualificou | Não se qualificou | Não se qualificou | Não se qualificou | Não se qualificou | Não se qualificou | 18º             | 8               | 5º              | 93              | 13º  | 101    |
| Tel Aviv 2019   | Michela Pace       | "Chameleon"             | 22º               | 20                | 10º               | 87                | 14º               | 107               | 10º             | 50              | 4º              | 107             | 8º   | 157    |
| Roterdão 2021   | Destiny Chukunyere | "Je me casse"           | 14º               | 47                | 3º                | 208               | 7º                | 255               | 2º              | 151             | 1º              | 174             | 1º   | 325    |
| Turim 2022      | Emma Muscat        | "I Am What I Am"        | Não se qualificou | Não se qualificou | Não se qualificou | Não se qualificou | Não se qualificou | Não se qualificou | 15º             | 20              | 12º             | 27              | 16º  | 47     |
| Liverpool 2023  | The Busker         | "Dance (Our Own Party)" | Não se qualificou | Não se qualificou | Não se qualificou | Não se qualificou | Não se qualificou | Não se qualificou | Apenas televoto | Apenas televoto | Apenas televoto | Apenas televoto | 15º  | 3      |
| Malmö 2024      | Sarah Bonnici      | "Loop"                  | Não se qualificou | Não se qualificou | Não se qualificou | Não se qualificou | Não se qualificou | Não se qualificou | Apenas televoto | Apenas televoto | Apenas televoto | Apenas televoto | 16º  | 13     |
| Basileia 2025   | Miriana Conte      | "Serving"               | 23º               | 8                 | 12º               | 83                | 17º               | 91                | Apenas televoto | Apenas televoto | Apenas televoto | Apenas televoto | 9º   | 53     |

## Comentadores e porta-vozes
| Ano(s) | Televisão         | Televisão                  | Votação            | Votação          | Votação               | Votação               | Ref.          |
| Ano(s) | Comentador(es)    | Comentador(es) secundários | Porta-voz          | Idioma utilizado | Cidade                | Plano de fundo        | Ref.          |
| ------ | ----------------- | -------------------------- | ------------------ | ---------------- | --------------------- | --------------------- | ------------- |
| 1971   | Victor Aquilina   | Sem comentador secundário  | Sem porta-voz      | Sem porta-voz    | Sem porta-voz         | Sem porta-voz         |               |
| 1972   | Norman Hamilton   | Sem comentador secundário  | Sem porta-voz      | Sem porta-voz    | Sem porta-voz         | Sem porta-voz         |               |
| 1973   | Charles Saliba    | Sem comentador secundário  | Não participou     | Não participou   | Não participou        | Não participou        |               |
| 1974   | Charles Saliba    | Sem comentador secundário  | Não participou     | Não participou   | Não participou        | Não participou        |               |
| 1975   | Norman Hamilton   | Sem comentador secundário  | Desconhecido       | Inglês           | Valeta                | Nenhum                |               |
| 1976   | Não transmitiu    | Não transmitiu             | Não participou     | Não participou   | Não participou        | Não participou        |               |
| 1977   | Não transmitiu    | Não transmitiu             | Não participou     | Não participou   | Não participou        | Não participou        |               |
| 1978   | Não transmitiu    | Não transmitiu             | Não participou     | Não participou   | Não participou        | Não participou        |               |
| 1979   | Não transmitiu    | Não transmitiu             | Não participou     | Não participou   | Não participou        | Não participou        |               |
| 1980   | Não transmitiu    | Não transmitiu             | Não participou     | Não participou   | Não participou        | Não participou        |               |
| 1981   | Não transmitiu    | Não transmitiu             | Não participou     | Não participou   | Não participou        | Não participou        |               |
| 1982   | Não transmitiu    | Não transmitiu             | Não participou     | Não participou   | Não participou        | Não participou        |               |
| 1983   | Não transmitiu    | Não transmitiu             | Não participou     | Não participou   | Não participou        | Não participou        |               |
| 1984   | Não transmitiu    | Não transmitiu             | Não participou     | Não participou   | Não participou        | Não participou        |               |
| 1985   | Não transmitiu    | Não transmitiu             | Não participou     | Não participou   | Não participou        | Não participou        |               |
| 1986   | Não transmitiu    | Não transmitiu             | Não participou     | Não participou   | Não participou        | Não participou        |               |
| 1987   | Não transmitiu    | Não transmitiu             | Não participou     | Não participou   | Não participou        | Não participou        |               |
| 1988   | Não transmitiu    | Não transmitiu             | Não participou     | Não participou   | Não participou        | Não participou        |               |
| 1989   | Não transmitiu    | Não transmitiu             | Não participou     | Não participou   | Não participou        | Não participou        |               |
| 1990   | Não transmitiu    | Não transmitiu             | Não participou     | Não participou   | Não participou        | Não participou        |               |
| 1991   | Toni Sant         | Sem comentador secundário  | Dominic Micallef   | Inglês           | St. Julian's          | Nenhum                |               |
| 1992   | Anna Bonanno      | Sem comentador secundário  | Anna Bonanno       | Inglês           | Valeta                | Nenhum                |               |
| 1993   | Charles Saliba    | Sem comentador secundário  | Kevin Drake        | Inglês           | St. Julian's          | Nenhum                |               |
| 1994   | Charles Arrigo    | Sem comentador secundário  | John Demanuele     | Inglês           | Gwardamanġa, Pietà    | Estúdios da PBS       |               |
| 1995   | Enzo Gusman       | Sem comentador secundário  | Stephanie Farrugia | Inglês           | Qawra, St. Paul's Bay | Suncrest Hotel        |               |
| 1996   | Charles Saliba    | Sem comentador secundário  | Ruth Amaira        | Inglês           | Valeta                | Porto de Marsamxett   |               |
| 1997   | Gino Cauchi       | Sem comentador secundário  | Anna Bonanno       | Inglês           | Mdina                 | Catedral de São Paulo |               |
| 1998   | Gino Cauchi       | Sem comentador secundário  | Stephanie Spiteri  | Inglês           | Valeta                | Porto de Marsamxett   |               |
| 1999   | Charlo Bonnici    | Sem comentador secundário  | Nirvana Azzopardi  | Inglês           | Valeta                | Porto de Marsamxett   |               |
| 2000   | Charlo Bonnici    | Sem comentador secundário  | Valerie Vella      | Inglês           | Valeta                | Porto de Marsamxett   | [ 3 ]         |
| 2001   | Alfred Borg       | Sem comentador secundário  | Marbeck Spiteri    | Inglês           | Valeta                | Grão-Porto            | [ 4 ]         |
| 2002   | John Bundy        | Sem comentador secundário  | Yvette Portelli    | Inglês           | Valeta                | Grão-Porto            | [ 3 ]         |
| 2003   | John Bundy        | Sem comentador secundário  | Sharon Borg        | Inglês           | Valeta                | Panorama da cidade    |               |
| 2004   | Eileen Montesin   | Sem comentador secundário  | Claire Agius       | Inglês           | Birgu                 | Forte de Santo Ângelo | [ 5 ]         |
| 2005   | Eileen Montesin   | Sem comentador secundário  | Valerie Vella      | Inglês           | Valeta                | Panorama da cidade    |               |
| 2006   | Eileen Montesin   | Sem comentador secundário  | Moira Delia        | Inglês           | Valeta                | Albergue de Castela   | [ 4 ]         |
| 2007   | Antonia Micallef  | Sem comentador secundário  | Mireille Bonello   | Inglês           | Mdina                 | Catedral de São Paulo |               |
| 2008   | Eileen Montesin   | Sem comentador secundário  | Moira Delia        | Inglês           | Valeta                | Grão-Porto            | [ 5 ] [ 6 ]   |
| 2009   | Valerie Vella     | Sem comentador secundário  | Pauline Agius      | Inglês           | Valeta                | Desconhecido          | [ 3 ] [ 5 ]   |
| 2010   | Valerie Vella     | Sem comentador secundário  | Chiara Siracusa    | Inglês           | Floriana              | Portes des Bombes     | [ 7 ]         |
| 2011   | Eileen Montesin   | Sem comentador secundário  | Kelly Schembri     | Inglês           | Valeta                | Grão-Porto            | [ 3 ] [ 8 ]   |
| 2012   | Ronald Briffa     | Elaine Saliba              | Keith Demicoli     | Inglês           | Valeta                | Albergue de Castela   |               |
| 2013   | Gordon Bonello    | Rodney Gauci               | Emma Hickey        | Inglês           | Valeta                | Grão-Porto            | [ 9 ]         |
| 2014   | Carlo Borg Bonaci | Sem comentador secundário  | Valentina Rossi    | Inglês           | Valeta                | Grão-Porto            | [ 10 ]        |
| 2015   | Corazon Mizzi     | Sem comentador secundário  | Julie Zahra        | Inglês           | Valeta                | Panorama da cidade    |               |
| 2016   | Arthur Caruana    | Sem comentador secundário  | Ben Camille        | Inglês           | Valeta                | Grão-Porto            | [ 11 ]        |
| 2017   | Sem comentador    | Sem comentador secundário  | Martha Fenech      | Inglês           | Valeta                | Panorama da cidade    |               |
| 2018   | Sem comentador    | Sem comentador secundário  | Lara Azzopardi     | Inglês           | Valeta                | Fonte dos Tritons     | [ 12 ]        |
| 2019   | Sem comentador    | Sem comentador secundário  | Ben Camille        | Inglês           | Valeta                | Panorama da cidade    | [ 13 ] [ 14 ] |
| 2021   | Sem comentador    | Sem comentador secundário  | Stephanie Spiteri  | Inglês           | Valeta                | Panorama da cidade    | [ 15 ]        |
| 2022   |                   |                            |                    |                  |                       |                       |               |

## Maestros
| Ano(s) | Maestro             |
| ------ | ------------------- |
| 1971   | Anthony Chircop     |
| 1972   | Charles Camilleri   |
| 1973   | Não participou      |
| 1974   | Não participou      |
| 1975   | Vince Tempera Grima |
| 1976   | Não participou      |
| 1977   | Não participou      |
| 1978   | Não participou      |
| 1979   | Não participou      |
| 1980   | Não participou      |
| 1981   | Não participou      |
| 1982   | Não participou      |
| 1983   | Não participou      |
| 1984   | Não participou      |
| 1985   | Não participou      |
| 1986   | Não participou      |
| 1987   | Não participou      |
| 1988   | Não participou      |
| 1989   | Não participou      |
| 1990   | Não participou      |
| 1991   | Paul Abela          |
| 1992   | Paul Abela          |
| 1993   | Joseph Sammut       |
| 1994   | Anthony Chircop     |
| 1995   | Alfred C. Sant      |
| 1996   | Paul Abela          |
| 1997   | Ray Agius           |
| 1998   | Sem mestro          |

## Prémios

### Prémios Marcel Bezençon
Prémio Imprensa
| Ano  | Artista | Canção  | Resultado na final | Pontos | Anfitriã | Ref.   |
| ---- | ------- | ------- | ------------------ | ------ | -------- | ------ |
| 2005 | Chiara  | "Angel" | 2º                 | 192    | Kiev     | [ 17 ] |

### Vencedores pelos membros da OGAE
| Ano  | Canção        | Artista(s)         | Resultado final | Pontos | Anfitrião | Ref.   |
| ---- | ------------- | ------------------ | --------------- | ------ | --------- | ------ |
| 2021 | "Je me casse" | Destiny Chukunyere | 7º              | 255    | Roterdão  | [ 18 ] |

### Prémio Barbara Dex
| Ano  | Canção       | Artista(s)    | Resultado final | Pontos | Anfitrião | Ref.   |
| ---- | ------------ | ------------- | --------------- | ------ | --------- | ------ |
| 1997 | "Let Me Fly" | Debbie Scerri | 9º              | 66     | Dublin    | [ 19 ] |